# Meritxell Ruiz
Meritxell Ruiz i Isern, née en 1978 à Reus en Catalogne, est une femme politique catalane.
Elle est députée au Parlement de Catalogne pour l'Union démocratique de Catalogne (UDC) entre 2006 à 2010. Directrice générale de la famille et de la communauté éducative dans le département de l'enseignement, dirigé par Irene Rigau (ca), entre 2011 et 2016, elle rejoint Convergence démocratique de Catalogne (CDC) (puis PDeCAT) en 2014. Elle est conseillère à l'enseignement dans le gouvernement de Carles Puigdemont de 2016 à 2017.

## Biographie

### Formation et carrière professionnelle
Meritxell Ruiz i Isern est née en 1978 à Reus, dans le Baix Camp en Catalogne. Elle est diplômée en administration et gestion d'entreprises de l'université Rovira i Virgili (URV) et du premier cycle de doctorat en économie et commerce de la même université, et titulaire du certificat d'aptitude pédagogique.
Elle est enseignante de profession. Entre 2001 et 2006, elle travaille comme consultante en services financiers aux entreprises à La Caixa. Elle est membre fondatrice de l'ONG Pont de Solidaritat et membre du bureau de l'Institut municipal d'action culturelle (IMAC) de Reus. Elle participe à des activités sociales et culturelles à Reus, notamment l'Orfeó Reusenc (ca) et l'esbart dansaire (ca).

### Députée au Parlement de Catalogne
Meritxell Ruiz milite à l'Union démocratique de Catalogne (UDC). Aux élections au Parlement de Catalogne de 2006, elle est élue députée sur la liste de Convergence et Union (CiU) dans la circonscription de Tarragone. Au Parlement, elle est membre de la commission de l'éducation. Elle contribue à l'élaboration de la loi sur l'éducation de la Catalogne (ca) (LEC) en 2009.

### Directrice générale au département de l'enseignement
En janvier 2011, Meritxell Ruiz est nommée directrice générale de la famille et de la communauté éducative dans le département de l'enseignement de la Généralité de Catalogne. Elle occupe l'une des fonctions les plus importantes au sein du ministère, et elle est une personne de confiance de la conseillère Irene Rigau (ca).
En 2014, elle adhère à Convergence démocratique de Catalogne (CDC).

### Conseillère à l'enseignement
Le 13 janvier 2016, Meritxell Ruiz est nommée conseillère à l'enseignement dans le gouvernement de Carles Puigdemont. Elle prend la tête d'un département exécutif qui a souffert des coupes budgétaires des mandats précédents et des controverses autour de la loi organique sur l'amélioration de la qualité de l'éducation (es) (LOMCE) adoptée par les Cortes Generales d'Espagne en 2013. Elle s'engage à préserver le modèle catalan d'immersion linguistique, inscrit dans la loi sur l'éducation de la Catalogne (ca) (LEC), et à combattre l'échec scolaire.
Sous son ministère, les écoles catalanes enregistrent une baisse importante de fréquentation, conséquence de la forte baisse de la natalité pendant les années de crise économique du début des années 2010. 107 classes de petite section infantile sont fermées à la rentrée de septembre 2016. Dans le même temps, les demandes d'inscription dans les écoles privées diminuent, alors qu'elles augmentent dans les écoles publiques.
En octobre 2016, le département de Meritxell Ruiz commande une réflexion participative sur l'avenir du système éducatif catalan, que le Consell Escolar de Catalunya (ca) est chargé d'animer. Ce travail aboutit à la rédaction d'un rapport intitulé Ara és demà (« aujourd'hui c'est demain »), achevé en juillet 2017 juste après son départ du ministère.
En 2017, elle met en place un programme de lutte contre le harcèlement scolaire, dénommé Aquí prou bullying (« ici assez de harcèlement »). Inspiré du programme KiVa développé en Finlande, le dispositif prévoit notamment des actions de sensibilisation des témoins.
Le département de l'enseignement est impliqué dans la préparation du référendum sur l'indépendance de la Catalogne du 1er octobre 2017. En février, la presse relaie le projet du gouvernement espagnol d'empêcher la tenue du référendum en prenant le contrôle du ministère, afin de bloquer l'accès aux bureaux de vote situés dans les écoles. Dans les mois qui suivent, Meritxell Ruiz réitère l'engagement du gouvernement catalan d'organiser le référendum, y compris en passant outre l'interdiction de l'État espagnol.
En juillet 2017, le gouvernement fait face à des tensions internes, car l'organisation du référendum sur l'indépendance expose ses membres à la répression et aux poursuites judiciaires de la part de l'État espagnol. Trois conseillers quittent leurs fonctions, dont Meritxell Ruiz, en raison de leur réticence à assumer les conséquences du référendum. L'économiste indépendante Clara Ponsatí lui succède.